# Sotirios Athanasopoulos
Sotirios Athanasopoulos (en griego: Σπυρίδων Αθανασόπουλος) fue un gimnasta griego. Compitió en los Juegos Olímpicos de Atenas de 1896.
Athanasopoulos fue líder del equipo Panellinios Gymnastikos Syllogos, que quedara segundo (de tres equipos participantes) en la competencia de Barras paralelas del programa de gimnasia, ganando la medalla de plata.